# Hydrolagus lemures
Hydrolagus lemures) là một loài cá thuộc họ Chimaeridae. Nó là loài đặc hữu của Úc. Môi trường sống tự nhiên của chúng là vùng biển mở.